# Ulnowo (Grunwald)
Ulnowo (deutsch Faulen) ist ein kleines Dorf in der polnischen Woiwodschaft Ermland-Masuren. Es gehört zur Gmina Grunwald (Landgemeinde Grünfelde) im Powiat Ostródzki (Kreis Osterode in Ostpreußen).

## Geographische Lage
Ulnowo liegt am Südufer des Laubener Sees (polnisch Jezioro Lubiański, auch: Jezioro Lubień und Jezioro Lubian) im südlichen Westen der Woiwodschaft Ermland-Masuren, 30 Kilometer südöstlich der Kreisstadt Ostróda (deutsch Osterode in Ostpreußen).

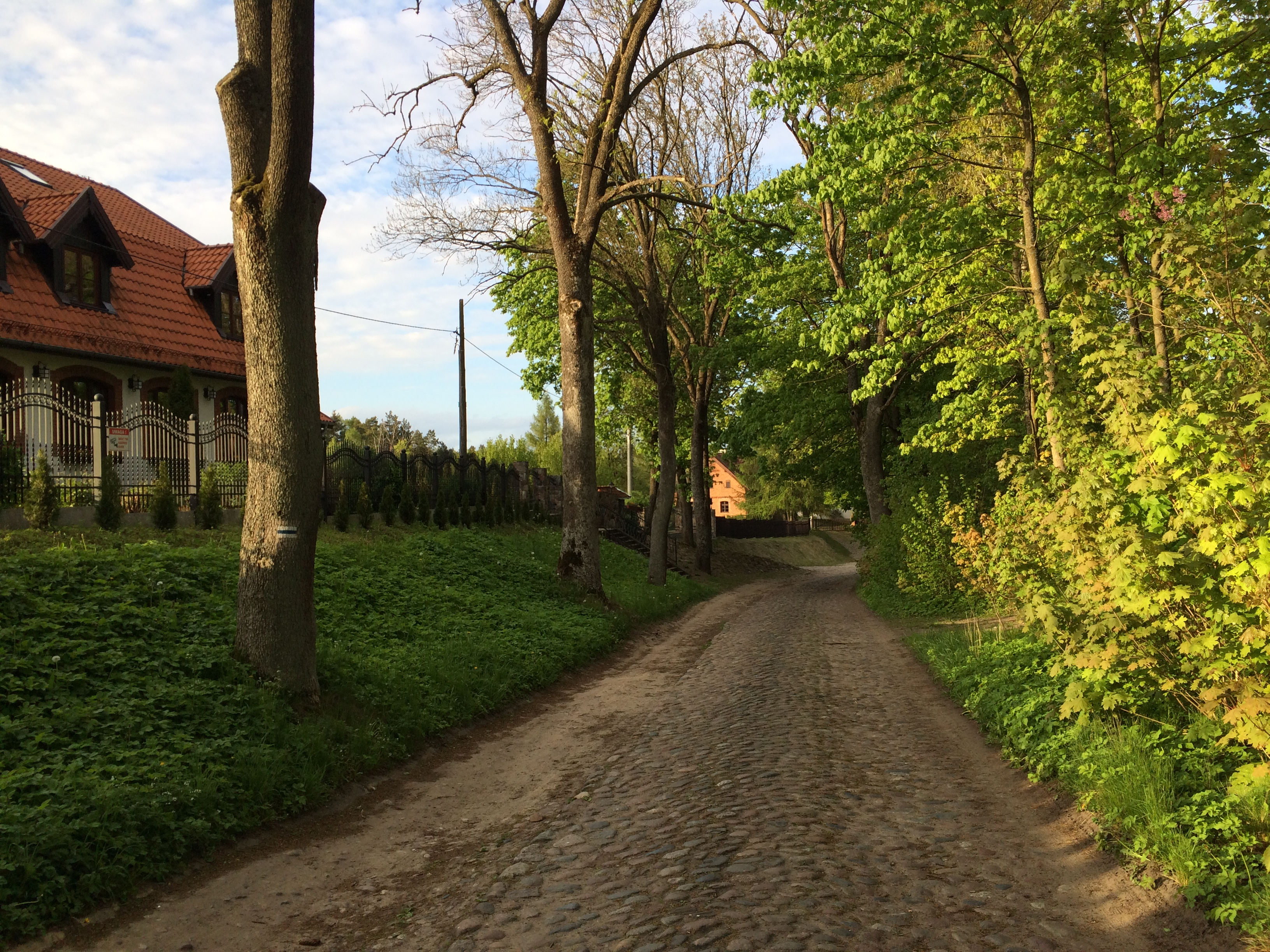
Dorfstraße in Ulnowo

Das vor 1540 Fawlen genannte Dorf mit Gut wurde 1397 erstmals erwähnt. Im Jahre 1874 wurden die Landgemeinde Faulen und auch der Gutsbezirk Faulen in den neu errichteten Amtsbezirk Seewalde (polnisch Zybułtowo) im Kreis Osterode in Ostpreußen eingegliedert. Die Zahl der Einwohner belief sich 1910 in der Landgemeinde auf 167 und im Gutsbezirk auf 80.
Am 30. September 1928 verzichtete der Gutsbezirk Faulen auf seine Eigenständigkeit und ließ sich in die Landgemeinde Faulen eingliedern. Die Einwohnerzahl der so veränderten Landgemeinde belief sich 1933 auf 228 und 1939 auf 215.
Faulen wurde 1945 in Kriegsfolge mit dem gesamten südlichen Ostpreußen an Polen überstellt. Das Dorf erhielt die polnische Namensform „Ulnowo“ und ist heute eine Ortschaft innerhalb der Gmina Grunwald (Landgemeinde Grünfelde) im Powiat Ostródzki (Kreis Osterode in Ostpreußen), bis 1998 der Woiwodschaft Olsztyn, seither der Woiwodschaft Ermland-Masuren zugehörig. Im Jahre 2011 betrug die Zahl der Einwohner 37.

## Kirche
Bis 1945 war Faulen in die evangelische Kirche Mühlen (Ostpreußen) (polnisch Mielno) in der Kirchenprovinz Ostpreußen der Kirche der Altpreußischen Union, außerdem in die römisch-katholische Kirche Thurau (polnisch Turowo) im Bistum Ermland eingepfarrt.
Heute gehört Ulnowo evangelischerseits zur Kirche Olsztynek (Hohenstein), einer Filialkirche der Pfarrei Olsztyn (Allenstein) in der Diözese Masuren der Evangelisch-Augsburgischen Kirche in Polen, bzw. katholischerseits zur St.-Johannes-der-Täufer-Kirche Mielno (Mühlen) im Dekanat Grunwald des jetzigen Erzbistums Ermland.

## Verkehr
Nach Ulnowo besteht eine Landwegverbindung, die von der Nebenstraße Zybułtowo–Turowo gekreuzt wird. Eine Bahnanbindung besteht nicht.